# Санда (остров)
Са́нда (англ. Sanda Island, гэльск. Sandaigh) — остров в заливе Ферт-оф-Клайд, область Аргайл и Бьют, Шотландия, Великобритания. Местными жителями зовётся «Ложка».

## География, геология, фауна
Остров Санда расположен в заливе Ферт-оф-Клайд в 2,5 километрах к югу от полуострова Кинтайр практически на границе Атлантического океана и Ирландского моря в проливе Мойл. Сам остров имеет приблизительные размеры 2 на 0,6 км, его площадь составляет 1,27 км², высшая точка — 123 метра над уровнем моря. Примерно в 350 метрах к северо-востоку от Санды лежит маленький остров-спутник Шип-Айленд (примерные размеры 500 на 250 метров, наивысшая точка — 41 метр); в 600 метрах к востоку ещё меньший островок Гланимор (200 на 80 метров, наивысшая точка — 27 метров) — оба необитаемы.
Основная порода, из которой сложен остров, — древний красный песчаник. Название острова с древнескандинавского языка переводится как «Песчаный остров», хотя есть и другие версии, использующие другие языки. На острове нет деревьев, однако один из холмов носит название Вуд-Хилл, что позволяет предположить: леса здесь когда-то были.
На острове нет кроликов, крыс, мышей и змей, зато в большом количестве присутствуют бабочки и мотыльки, которых зафиксировано более 80 видов.

## История
Известно, что в V веке остров Санда посещал Ниниан — первый христианский епископ Шотландии, который построил здесь часовню (ныне от неё остались руины). Обнаружены несколько кельтских крестов и остатки святого источника. Более того, Монастырь Уиторн, в чьём владении де-юре была Санда до Реформации, распространил легенду, что Ниниан похоронен на этом острове, и что каждый, кто ступит на его могилу, умрёт.
В 1093 году остров был завоёван викингом Магнусом Босоногим. В Средние века остров был известным пристанищем для беглецов и контрабандистов, благодаря удобной бухте и наличию пресной воды, кроме того, его посещали король Роберт I (спасался от британского флота по пути в Ирландию) и его брат Эдуард: именно он дал имя скале, торчащей из воды чуть южнее острова, — «Скала Принца Эдуарда», Карл Эдуард Стюарт (живший много позднее), как думают многие, здесь ни при чём. Монахи, жившие здесь, покинули остров в 1493 году. В 1720 году на остров с целью карантина был принудительно пришвартован корабль с экипажем больным, как подозревали, холерой. В 1929 году клан Макдональдов, владевший островом с XV века, продаёт Санду семье Расселов, которые оставались здесь хозяевами на протяжении 40 лет. Затем остров менял хозяев: известный музыкант, композитор и певец, потомок древнего рода Джек Брюс (группа Cream) владел Сандой с 1969 по 1976 год, бизнесмен Джеймс Гулливер — с 1976 по 1979 год, с 1979 по 1989 года — М. Чангези, в 1989 году остров за 250 тысяч фунтов стерлингов приобрела семья Гэннон, Дик и Мег. За два десятилетия они превратили остров в туристическую достопримечательность: к 2009 году, когда супруги продали остров, там было шесть домиков для туристов, широко известный паб, 350 породистых овец, куры, которые несли такие яйца, что за ними специально приезжала принцесса Анна.

## Население

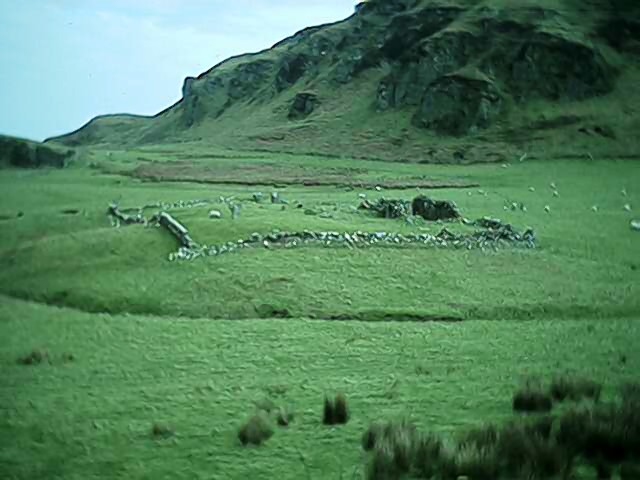
Руины часовни и остатки кладбища (V век)

Раньше на острове было население: обнаружены руины часовни и остатки кладбища, датируемые V веком. Хроники 1871 года сообщают о 57 жителях. В 1989 году на острове постоянно жил один человек. По переписи населения 2001 года на острове постоянно проживал также один человек, его владелец — Дик Гэннон. В 2008 году их было трое. В августе 2008 года хозяева острова, муж и жена Гэннон, развелись и поэтому остров был выставлен на продажу по цене 3,2 миллиона фунтов стерлингов, с января по весну 2009 года на острове остался жить один человек — смотритель. В итоге Санда была продана швейцарскому бизнесмену Михи Мейеру за 2,5 миллиона фунтов стерлингов, который заявил, что будет использовать остров для собственных нужд, а туристы, часто бывавшие здесь, ему не нужны. По переписи 2011 года на острове не было постоянного населения.

## Достопримечательности

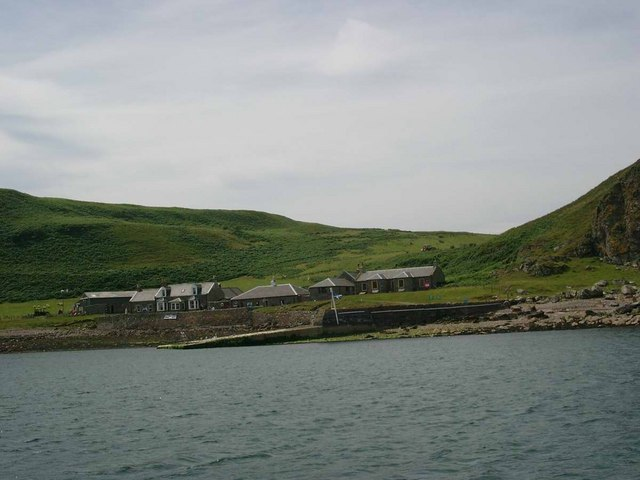
Паб «Байрон Дарнтон»

- Маяк острова расположен на южном побережье. Его собственная высота составляет 15 метров, сам огонь, видимый с 15 морских миль, сверкает на высоте 50 метров над уровнем моря. Маяк построен в 1850 году инженером Аланом Стивенсоном[англ.][6].
- В июне 2003 года на острове открылся паб «Байрон Дарнтон»[2], названный в честь одноимённого корабля, разбившегося в этом месте в 1946 году. Судно в свою очередь получило имя в честь американского военного журналиста[англ.], погибшего на войне в 1942 году. Сын Байрона, Джон (род. 1941), также стал журналистом и писателем, посетил Санду и паб имени его отца в 2005 году. Этот паб некоторые считают «самым труднодоступным пабом Шотландии».
- Остров выпускает собственные почтовые марки[7].
- Остров признан Участком особого научного значения, так как здесь гнездится большое количество птиц. Наблюдательный пункт за птицами, построенный здесь в 1980 году, был первым сооружением такого рода на всём западном побережье Шотландии. С 1980 по 2005 года орнитологами были окольцованы 55 000 птиц. С 2011 года, в связи со сменой хозяина острова, работа орнитологов стала сильно затруднена[8].